# Плавонога блуна
Плавонога блуна (лат. Sula nebouxii) је врста морске птице из породице блуна, насељава тропске области Латинске Америке од полуострва Доња Калифорнија до Перуа. Основно обележје врсте су плаве ноге, по којима је плавонога блуна и добила своје име.

## Опис
Плавонога блуна у просеку достиже дужину од 81 центиметар и тежину од око 1,5 килограма. Женке су обично веће и теже од мужјака. Оне могу достићи дужину од 90 cm, док им је распон крила око 1,5 m. Једна од главних одлика врсте је боја ногу, која је плава. Крила су смеђе боје, дуга и зашиљена. Глава и врат су шарени смеђи и бели, трбух и груди су беле боје, док је кљун сиво-зелене боје. Женке око зеница имају тамни пигментни прстен који им визуелно повећава очи. На местима за гнежђење њихово је понашање према људима смело. Подврста S. n. excisa, која се гнезди на Галапагосу, је већа од номиналне подврсте и има светлије перје, нарочито око врата и главе.

## Распрострањеност
Морска је птица, коју за копно везује само потреба за гнежђењем, што чини на каменитим обалама источног Пацифика. Насељава простор између Галапагоса на западу и обала Северне и Јужне Америке од полуострва Доња Калифорнија до Перуа на истоку. Од 40.000 парова ових птица, отприлике половина се гнезди на Галапагоским острвима, где су плавоноге блуне заштићене законом. Поред Галапагоса, гнезди се и на сушним острвима Калифорнијског залива, на западној обали Мексика, на острвима близу Еквадора и северног Перуа.

## Размножавање
Плава боја ногу плавоноге блуне потиче од пигмента каротеноида, коју добија из свеже рибе којом се храни. Каротеноиди делују као антиоксиданси и стимуланси имуног система, што сугерише да је пигментација индикатор стања имунитета одређене јединке. Плава стопала такође указују на тренутно здравствено стање јединке. Јединке које су у сврхе експеримента изгладњиване 48 часова имале су светлија стопала, због смањења количине липида и липопротеина, који служе апсорбовању и преносу каротеноида. Према томе, стопала су индикатор, који брзо и тачно указују на степен ухрањености јединке. Последично, како плава стопала поуздано указују на здравствено стање, мужјаци који имају плавља стопала имају веће шансе да пронађу женку.
Са годинама ноге постају светлије, па женке теже да се паре са млађим мужјацима, који имају јарко-плава стопала. У експерименту, којим је утврђивана повезаност боје ногу и доприноса у одгајању птића, примећено је да су птићи, које су одгајали мужјаци чије су ноге јарко-плаве, расли брже у односу на птиће, које су одгајали мужјаци чије су ноге једноличније нијансе.
Плавоноге блуне се гнезде у колонијама на острвима Средње и Јужне Америке. Њихова места за гнежђење (колоније) налазе се на релативно великој удаљености једна од других. Сезона гнежђења траје целе године, а женка полаже јаја на сваких 8 месеци. Обично женка снесе 2 или 3 бела јајета у року од недељу дана, оба родитеља леже на јајима из којих се после 40 дана излегу птићи. Птићи напуштају гнездо након 102 дана.

## Исхрана
Плавонога блуна се храни искључиво рибом (сардином, скушом итд) коју лови у мору. Лети изнад површине мора у потрази за рибом, с кљуном увек окренутим према доле. Кад пронађе погодан плен, склопи крила и брзо зарони у воду до дубине од 25 м, под водом гони плен, а на површини се појављује на удаљености од неколико метара од места зарањања. Свој плен обично поједе испод површине мора. Занимљива је чињеница да птица плен не хвата током зарањања, већ када израња. Лов почиње углавном у рано јутро или касно поподне.

## Галерија
- Мужјак лево и женка десно
- Јаје плавоноге блуне — Тулуски музеј